# Hår (Favrskov Kommune)
 For alternative betydninger, se Hår (flertydig). (Se også artikler, som begynder med Hår)
Hår eller Haar er en landsby med 91 indbyggere (2019) beliggende 2,3 km nord for Hinnerup centrum. Hår er beliggende i Haldum Sogn i Favrskov Kommune. Hår er nærmest vokset sammen med Hinnerup og er i dag funktionelt en del af denne. Hår er udpeget som en bevaringsværdig landsby i kommuneplanen.